# Temporada de tufões no Pacífico de 1950
A temporada de tufões no Pacífico de 1950 não tem limites oficiais; durou o ano todo em 1950, mas a maioria dos ciclones tropicais tende a se formar no noroeste do Oceano Pacífico entre junho e dezembro. Essas datas delimitam convencionalmente o período de cada ano em que a maioria dos ciclones tropicais se forma no noroeste do Oceano Pacífico.
O escopo deste artigo é limitado ao Oceano Pacífico, ao norte do equador e a oeste da Linha Internacional de Data. As tempestades que se formam a leste da linha de data e ao norte do equador são chamadas de furacões; veja a temporada de furacões de 1950 no Pacífico. Esta seria a primeira época em que o Fleet Weather Center em Guam, agência antecessora do Joint Typhoon Warning Center, assumiria a maior parte da responsabilidade na bacia, incluindo a nomeação das tempestades. Antes desta época, as tempestades são identificadas e nomeadas pelas Forças Armadas dos Estados Unidos, e estes nomes são retirados da lista que a USAS adoptou publicamente antes do início da temporada de 1945.

## Sistemas

### Tufão Doris
.

### Tempestade Tropical 02W
Esta tempestade impactou Taiwan.

### Tufão Grace
O tufão Grace impactou Coreia e Japão.

## Nomes das tempestades
20 nomes foram usados durante a época, sendo o primeiro Doris e o último Fran.
| 1. Doris     | 11. Nancy   |
| 2. Elsie     | 12. Ossia   |
| 3. Flossie   | 13. Petie   |
| 4. Grace     | 14. Ruby    |
| 5. Helene    | 15. Anita   |
| 6. Ida       | 16. Billie  |
| 7. Jane      | 17. Clara   |
| 8. Kezia     | 18. Delilah |
| 9. Lucretia  | 19. Ellen   |
| 10. Missatha | 20. Fran    |

### Nomes retirados
Depois da temporada 8 nomes foram retirados pela WMO, nomeadamente Delilah, Helene, Jane, Kezia, Lucretia, Missatha, Ossia, and Petie. Eles foram depois substituídos por Dot, Helen, June, Kathy, Lorna, Marie, Olga, e Pamela.